# Panneau de configuration (logiciel)
Pour les articles homonymes, voir Panneau de contrôle.
En informatique, le panneau de configuration ou panneau de contrôle (control panel en anglais) est une interface permettant de visualiser et modifier des paramètres d'utilisation de logiciels ou de fonctionnement matériels.
Ainsi, par exemple, dans les systèmes d'exploitation tels que Windows ou Mac OS le panneau de configuration permet :
- d'ajouter des composants matériels, d'en modifier les pilotes informatiques, d'en modifier les paramètres de fonctionnement,
- d'ajouter ou de supprimer des programmes,
- de changer les paramètres de visualisation (résolution en pixels, fond d'écran, tailles des polices d'affichage, etc.)...

Certaines applications ont leur propre panneau de configuration qui permet par exemple de mémoriser pour les utilisations ultérieures les paramètres de l'utilisateur. Ou encore (comme avec les navigateurs web) des paramètres de sécurité et de confidentialité.
On trouvera généralement ce panneau de configuration dans les menus « Options » ou « Préférences » de l'application.

## Histoire
Dans l'histoire de l'informatique l’appellation de « panneau de contrôle » a été utilisé la première fois pour désigner les tableaux de connexion employés en mécanographie et les panneaux frontaux des premiers ordinateurs de 1940 à 1980. À partir des années 1980, le Xerox Star et l'Apple Lisa, ont exploré les premières métaphores d'interface graphique de l'utilisateur. On pouvait dès lors contrôler les paramètres de l'utilisateur par des sélections de champs variables en un seul clic de souris. En 1984, l'Apple Macintosh, dans sa version initiale, utilisait une représentation graphique fondamentale d'un « panneau de contrôle » imitant l'opération des potentiomètres, des interrupteurs et des boutons radios qui correspondaient aux paramètres de l'utilisateur..

## Panneaux de contrôle des principaux systèmes d'exploitation
| Système d'exploitation | Panneau de contrôle      |
| ---------------------- | ------------------------ |
| Microsoft Windows      | Panneau de configuration |
| Apple MacOS            | Préférences système (en) |
| IBM AIX                | Smitty                   |
| Mandriva Linux         | Drakconf (en)            |
| SuSE Linux             | Yast                     |